# NGC 4659
NGC 4659 је лентикуларна галаксија у сазвежђу Береникина коса која се налази на NGC листи објеката дубоког неба.
Деклинација објекта је + 13° 29' 56" а ректасцензија 12h 44m 29,5s. Привидна величина (магнитуда) објекта NGC 4659 износи 12,2 а фотографска магнитуда 13,1. NGC 4659 је још познат и под ознакама UGC 7915, MCG 2-33-7, CGCG 71-24, VCC 1999, PGC 42913.